# Anatol Fedarenka
Anatol Fedarenka (belarussisch Анатоль Федарэнка; * 30. März 1963) ist ein belarussischer ehemaliger Ringer, der für die Sowjetunion, Kasachstan und Belarus startete. Er war Europameister im griech.-röm. Stil im Schwergewicht in den Jahren 1985, 1988 und 1990 und Vize-Weltmeister 1997 im Halbschwergewicht.

## Werdegang
Anatol Fedarenka, ein Belarusse aus Hrodna, begann als Jugendlicher im Jahre 1973 mit dem Ringen. Er entwickelte sich schon im Juniorenalter zu einem hervorragenden Ringer im griech.-röm. Stil, dem Stil, den er ausschließlich rang. Sein Trainer war Wjatscheslaw Maximow. In den Jahren 1981 und 1983 belegte er bei den Junioren-Weltmeisterschaften in Vancouver und in Kristiansund/Norwegen, für die Sowjetunion startend, im Halbschwergewicht jeweils den 3. Platz. Dazwischen lag im Jahre 1982 der Sieg bei der Junioren-Europameisterschaft in Leipzig im Halbschwergewicht vor dem Bulgaren Ilija Georgiew und dem Finnen Toni Hannula.
Relativ schnell fand Anatol Fedarenka auch den Anschluss an die Weltspitze im Seniorenbereich, obwohl er in der Sowjetunion eine ganze Reihe von harten Konkurrenten hatten. Es sei nur auf Olympiasieger Igor Kanygin und an Nikolai Inkow hingewiesen. Trotz dieser Konkurrenten wurde er bereits 1985 bei der Europameisterschaft in Leipzig im Schwergewicht eingesetzt. Er rechtfertigte dieses Vertrauen mit dem Titelgewinn vor Kejo Manni aus Finnland und Dušan Masár aus der Tschechoslowakei. Bei der Weltmeisterschaft des gleichen Jahres in Kolbotn/Norwegen gewann er hinter Andrej Dimitrow aus Bulgarien und Tamás Gáspár aus Ungarn die Bronzemedaille.
1986 bekam er bei der Europameisterschaft in Athen zu spüren, wie stark die Konkurrenz gerade in der Gewichtsklasse bis 100 kg Körpergewicht, also seiner Gewichtsklasse war. Er belegte dort nur den 5. Platz, den er sich durch einen Sieg über Roman Bierła aus Polen erkämpfte. Bei der Weltmeisterschaft 1986 in Budapest erreichte er hinter Tamás Gáspár und Vasile Andrei aus Rumänien den 3. Platz und gewann damit wieder eine Medaille.
Im Jahre 1987 konnte sich Anatol Fedarenka in der Sowjetunion nicht gegen Igor Kanygin und Guram Guduschauri, einem jungen Georgier, durchsetzen und kam zu keinem Start bei den internationalen Meisterschaften. 1988 wurde er wieder bei der Europameisterschaft in Kolbotn eingesetzt. Er war dort in hervorragender Form und gewann den EM-Titel vor Josef Tertelj aus Jugoslawien und Gerhard Himmel aus Aschaffenburg. Trotz dieses Sieges griffen die sowjetischen Trainer bei den Olympischen Spielen dieses Jahres in Seoul auf Guram Guduschauri zurück, der aber in Seoul keine Medaille gewann. Es siegte dort Andrzej Wroński aus Polen vor Gerhard Himmel.
1989 war Anatoli Fedorenko bei der Weltmeisterschaft in Martigny/Schweiz dabei. Er belegte dort im Schwergewicht den 3. Platz. Dabei musste er im Halbfinale gegen Gerhard Himmel, der später auch Weltmeister wurde, nach 4:39 Minuten Kampfzeit eine Disqualifikations-Niederlage hinnehmen.
Mit einem Sieg über den aus dem Halbschwergewicht in das Schwergewicht aufgerückten Maik Bullmann aus Frankfurt (Oder) gewann Anatoli Fedorenko im Jahre 1990 in Posen zum dritten Mal den Europameistertitel. Er besiegte auf dem Weg zu diesem Triumph u. a. auch Olympiasieger Andrzej Wroński.
Nach dieser Meisterschaft kam Anatol Fedarenka zunächst zu keinen weiteren Einsätzen bei internationalen Meisterschaften mehr. Nach dem Zerfall der Sowjetunion 1991 hatte er in Belarus, seinem Heimatland, in Sjarhej Dsjamjaschkewitsch und Sjarhej Lischtwan außerordentlich starke Konkurrenten, so dass er in jenen Jahren seine internationale Ringerlaufbahn beendete.
1996 kehrte er jedoch, schon 33 Jahre alt, in das internationale Ringergeschehen zurück. Da er sich in Belarus keine Chancen ausrechnete, startete er für Kasachstan und wurde Bei den Asien-Spielen in Xiaoshan/Volksrepublik China Asienmeister im Schwergewicht vor dem Chinesen Ba Yanchuan. 1997 kehrte er aber nach Hrodna zurück, wurde Mitglied des "Trade Union Sport Club" und startete wieder für Belarus. Dies wurde ihm dadurch erleichtert, dass Sergei Demjaschkewitsch zwischenzeitlich seine Laufbahn beendet hatte.
Das Jahr 1997 wurde dann auch zu einem sehr erfolgreichen Jahr in der Laufbahn von Anatol Fedarenka. Er wurde in Kouvola/Finnland im Halbschwergewicht, das nach einer Änderung der Gewichtsklasseneinteilung durch den Ringer-Weltverband FILA, nunmehr bis 97 kg Körpergewicht ging, gleich wieder Vize-Europameister hinter Hakkı Başar aus der Türkei. Auch bei der Weltmeisterschaft 1997 in Breslau wusste er zu überzeugen. Er kämpfte sich dort u. a. mit einem Sieg über Maik Bullmann, der allerdings bei einem Punktegleichstand von 2:2 durch einen Kampfrichterentscheid äußerst knapp für ihn ausfiel, bis in das Finale gegen Gogi Koguaschwili aus Russland, gegen den er aber klar unterlag.
In den folgenden Jahren bis 2000 lief es für Anatoli Fedorenko nicht mehr so gut. Er belegte keine vorderen Platzierungen mehr und auch die Qualifikation für die Olympischen Spiele 2000 gelang ihm nicht mehr. Seit Beendigung seiner Laufbahn als Aktiver ist er in Schweden als Trainer tätig.

## Internationale Erfolge
(WM = Weltmeisterschaft, EM = Europameisterschaft, GR = griech.-röm. Stil, Hs = Halbschwergewicht, bis 1996 bis 90 kg, ab 1997 bis 97 kg Körpergewicht, S = Schwergewicht, bis 1996 bis 100 kg, ab 1997 bis 130 kg Körpergewicht)
- 1981, 3. Platz, Junioren-WM (Juniors) in Vancouver, GR,Hs, hinter Lajos Herczeg, Ungarn u. Reiner Weber, BRD u. vor Bernard Ban, Jugoslawien, Nikolai Grosew, Bulgarien u. Franz Marx, Österreich;
- 1982, 1. Platz, Junioren-EM (Espoirs) in Leipzig, GR, Hs, vor Ilija Georgiew, Bulgarien u. Toni Hannula, Finnland;
- 1983, 3. Platz, Junioren-WM (Espoirs) in Kristiansund/Norwegen, GR, Hs, hinter Todor Kanew, Bulgarien u. Radoslaw Turkot, Polen u. vor Lajos Szegervari, Ungarn u. Torsten Wagner, DDR;
- 1985, 1. Platz, EM in Leipzig, GR, S, mit Siegen über Kejo Manni, Finnland, Dušan Masár, Tschechoslowakei, Roman Wrocławski, Polen, Thomas Horschel, DDR u. Ilja Georgiew, Bulgarien;
- 1985, 3. Platz, WM in Kolbotn/Norwegen, GR, S, vor Andrej Dimitrow, Bulgarien u. Tamás Gáspár, Ungarn u. vor Vasile Andrei, Rumänien, Josef Tertelj, Jugoslawien u. Roman Bierła, Polen;
- 1986, 5. Platz, EM in Athen, GR, S, hinter Josef Tertelj, Thomas Horschel, Istvan Illes, Ungarn u. Dusan Masar u. vor Roman Bierła;
- 1986, 3. Platz, WM in Budapest, GR, S, hinter Tamás Gáspár u. Vasile Andrei u. vor Ilija Georgiew, Gerhard Himmel, BRD u. Panagiotis Pikilidis, Griechenland;
- 1988, 1. Platz, EM in Kolbotn, GR, S, vor Josef Tertelj, Gerhard Himmel, Andrej Dimitrow, Vasile Andrei u. Istvan Illes;
- 1988, 1. Platz, FILA Grand Prix Gala in Budapest, GR, S, vor Andrzej Wroński, Polen, Tibor Kovács u. Istvan Illes, bde. Ungarn
- 1989, 3. Platz, WM in Martigny/Schweiz, GR, S, hinter Herhard Himmel u. Ilija Georgiew u. vor Dusan Masar, Andrzej Wroński u. Ferenc Takacs, Ungarn;
- 1990, 1. Platz, EM in Posen, GR, S, vor Maik Bullmann, DDR, Andrzej Wroński, Ion Ieremciuc, Rumänien, Roger Gries, BRD u. Ferenc Takacs;
- 1990, 3. Platz, FILA Grand Prix Gala in Budapest, GR, S, hinter Ferenc Takacs u. Dusan Masar
- 1996, 1. Platz, Asien-Spiele in Xiaoshan/Volksrepublik China, GR, S, vor Ba Yanchuan, China u. Takashi Nonomura, Japan;
- 1997, 2. Platz, EM in Kouvola/Finnland, GR, Hs, mit Siegen über Pajo Ivošević, Jugoslawien, Mindaugas Ežerskis, Litauen u. Ali Mollow, Bulgarien u. einer Niederlage gegen Hakkı Başar, Türkei;
- 1997, 2. Platz, WM in Breslau, GR, Hs, mit Siegen über Emilio Leocadio Suarez Agredo, Venezuela, Konstantin Thanos, Griechenland u. Maik Bullmann, Deutschland u. einer Niederlage gegen Gogi Koguaschwili, Russland;
- 1998, 8. Platz, WM in Gävle, GR, S, mit Siegen über Mirian Giorgadse, Georgien, Minoru Hamaue, Japan u Mehdi Shabzahli, Iran u. Niederlagen gegen Sergei Mureiko, Bulgarien u. Juri Ewseitschik, Israel;
- 1999, 13. Platz, EM in Sofia, GR, Hs, mit einem Sieg über Igor Grabowetski, Moldawien u. einer Niederlage gegen Bela Kalo, Ungarn;
- 2000, 11. Platz, Olympia-Qualifikations-Turnier in Clermont-Ferrand, GR, Hs, Sieger: Mindaugas Ežerskis vor Henri Papiaschwili, Israel